# Paul Lein
Paul Emil Lein (* 1. März 1899 in Zittau; † 6. September 1939 in Rybnik, Polen) war ein deutscher nationalsozialistischer Funktionär.

## Leben

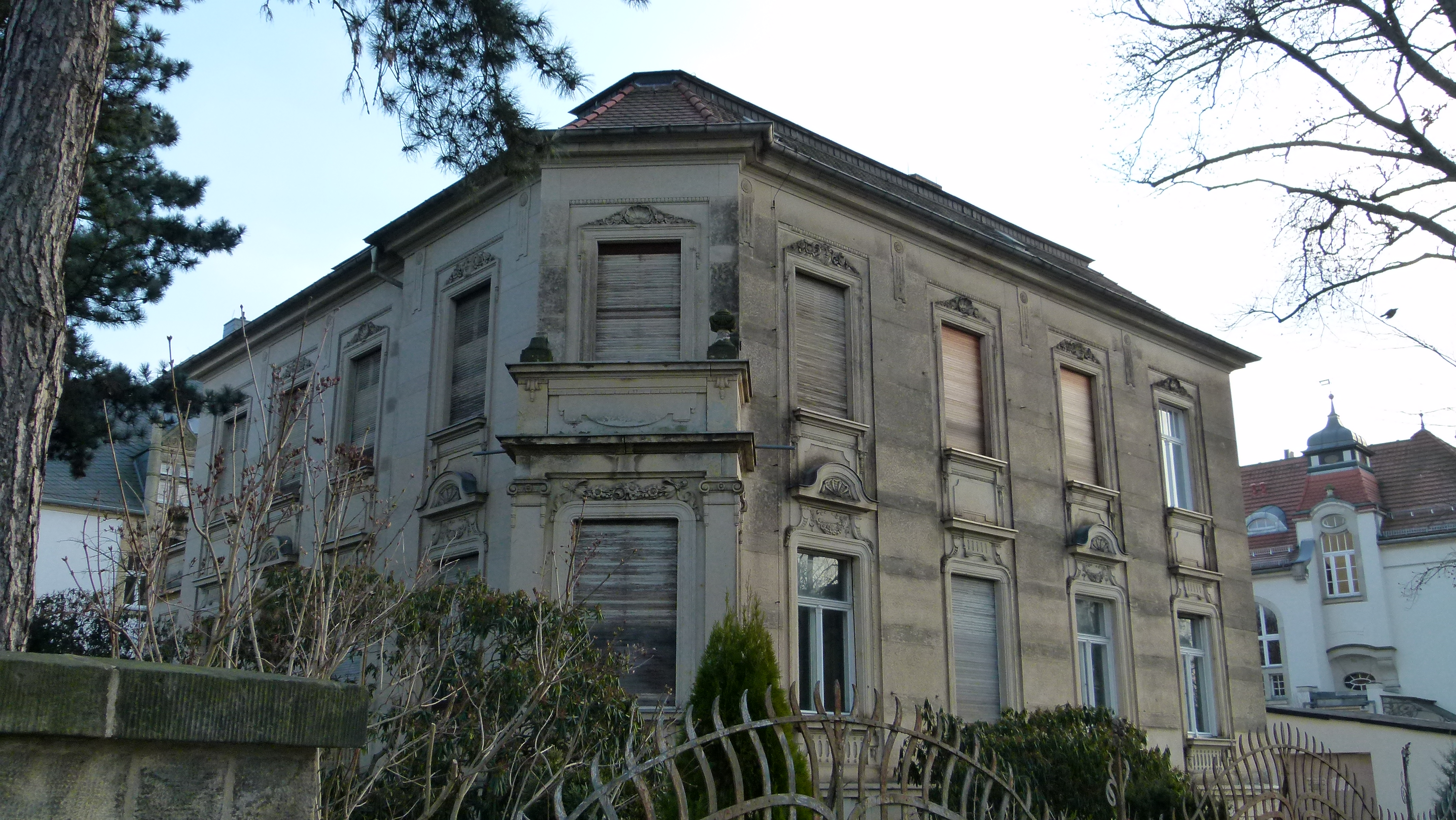
Dresden, Tiergartenstraße 44 - Dienstsitz von Paul Lein

Paul Lein trat zum 1. Mai 1930 der NSDAP (Mitgliedsnummer 236.990) und im selben Jahr der Motor-SA bei. Er pachtete das Rittergut Hof bei Oschatz und ließ dort mit finanzieller Unterstützung der Auto Union AG in Chemnitz 1934 die sächsische Motor-SA-Schule einrichten, die der Technikausbildung und weltanschaulichen Schulung von sächsischen SA-Angehörigen dienen sollte. Lein war zuletzt ab 20. April 1939 Obergruppenführer der NSKK-Motorgruppe Sachsen. Seinen Dienstsitz hatte er in Dresden-Strehlen, Tiergartenstraße 44.
Er setzte sich für den Ausbau des Sachsenrings und des Großdeutschlandringes bei Hohnstein (Sächsische Schweiz) ein und gilt als einer der besten sächsischen Nationalsozialisten.
Paul Lein wurde als Hauptmann unmittelbar nach dem deutschen Überfall auf Polen Anfang September 1939 durch einen Bauchschuss schwer verwundet und starb wenige Tage später im Spital des Knappschaftsvereins in Rybnik.

## Schriften (Auswahl)
- Die Geschichte der Sächsischen Motor-SA. In: Die Straße, Heft 2, Juli 1939, S. 460–461.